# Quan Vân Trường (phim 2011)
Quan Vân Trường (chữ Hán phồn thể: 關雲長, chữ Hán giản thể: 关云长, bính âm: Guān Yúncháng, tựa tiếng Anh: The Lost Bladesman) là một bộ phim điện ảnh Trung Quốc - Hồng Kông được công chiếu vào năm 2011, nội dung kể về nhân vật Quan Vũ trong quá trình tìm về với Lưu Bị đã qua năm ải, chém sáu tướng của Tào Tháo (được xây dựng trong tiểu thuyết lịch sử Tam Quốc diễn nghĩa của nhà văn La Quán Trung). Diễn viên chính thủ vai Quan Vũ là Chân Tử Đan.

## Nội dung
Truyện phim đề cập đến quá trình Quan Vũ tìm về với Lưu Bị. Trong phim các yếu tố võ thuật, chiến đấu được xử lý tinh xảo tạo sự hấp dẫn. Phim hư cấu Quan Vũ có tình cảm với Khởi Lan, là người thiếp yêu quý của Lưu Bị.
Bộ phim mở đầu với cảnh Tào Tháo tham dự đám tang của Quan Vũ - cái đầu của Quan Vũ được chôn cùng với một bức tượng gỗ thay cho thi thể của ông. Phim hồi tưởng lại 20 năm trước: sau khi Quan Vũ tách ra khỏi người anh trai kết nghĩa Lưu Bị, ông tạm thời phục vụ Tào Tháo trong khi chờ đợi tin tức về nơi ở của Lưu Bị. Trong trận chiến Bạch Mã giữa Tào Tháo và đối thủ của ông là Viên Thiệu, Quan Vũ đã giết chết tướng Nhan Lương của Viên Thiệu và phá tan vòng vây ở Bạch Mã. Tào Tháo sau đó đề nghị Hoàng đế Hán Hiến Đế thăng cấp cho Quan Vũ lên một cấp bậc cao hơn.
Gia đình Lưu Bị, bao gồm cả người vợ lẽ Khởi Lan, đang ở trong căn cứ của Tào Tháo cùng với Quan Vũ. Tào Tháo đã tặng những món quà quý giá cho Quan Vũ, hi vọng rằng vị tướng này sẽ cảm động và ở lại bên cạnh ông, nhưng Quan Vũ không muốn từ bỏ lòng trung thành của mình với Lưu Bị. Khi Quan Vũ biết được tin Lưu Bị đang trú ẩn dưới trướng Viên Thiệu, ông đã thương lượng với Tào Tháo để trả tự do cho gia đình Lưu Bị. Tào Tháo đồng ý, nhưng Khởi Lan vẫn ở lại với Quan Vũ. Khi Tào Tháo nhận ra rằng Quan Vũ đang thầm yêu Khởi Lan, ông đã lừa Quan Vũ ăn thức ăn có thuốc kích dục, với hi vọng Quan Vũ sẽ bày tỏ tình cảm với Khởi Lan và cưỡng hiếp cô khi cô bất động. Tuy nhiên, Quan Vũ đã cố gắng duy trì sự điềm tĩnh của mình và kiềm chế không làm mất uy tín của người vợ lẽ của anh trai kết nghĩa. Ông và Khởi Lan chuẩn bị rời khỏi căn cứ của Tào Tháo sau khi ông biết được nơi ở của Lưu Bị từ một người đưa tin do chính Lưu Bị cử đến.
Các quan tướng của Tào Tháo cực lực phản đối quyết định của thừa tướng khi cho phép Quan Vũ rời đi vì họ cảm thấy Quan Vũ có thể trở thành mối đe dọa cho thừa tướng của họ trong tương lai. Mặc dù vậy, Tào Tháo đã ra lệnh nghiêm ngặt rằng không ai được ngăn cản Quan Vũ. Tuy nhiên trên đường đi, Quan Vũ luôn gặp phải sự kháng cự và phải chiến đấu để vượt qua. Quan Vũ lần lượt giết chết Khổng Tú, Hàn Phúc, Mạnh Thản, Biện Hỉ, Vương Trực và Tần Kỳ sau khi họ cố gắng ngăn chặn ông. Cuối cùng phim tiết lộ rằng Hán Hiến Đế chính là người ra lệnh giết Quan Vũ, chứ không phải Tào Tháo. Trước khi tái hợp với Lưu Bị, Quan Vũ đã đồng ý giết Viên Thiệu nhưng rơi vào tình huống khó xử về việc nên tiếp tục hay từ bỏ lòng quý mến Khởi Lan. Trước khi Khởi Lan rời đi, cô giả vờ rằng cô yêu Quan Vũ và nói rằng cô sẽ xin phép Lưu Bị cho họ kết hôn. Ý định thực sự của cô là ngăn chặn Quan Vũ giúp đỡ Tào Tháo. Quan Vũ từ chối và bị Khởi Lan đâm trước khi Hán Hiến Đế cử bọn sát thủ đến giết ông. Quan Vũ một mình giết hết những tên sát thủ. Sau một hồi tranh cãi dữ dội với Tào Tháo và Hoàng đế, Quan Vũ quay lưng bỏ đi. Ông đã đoàn tụ với Lưu Bị, chiến đấu chống lại các đối thủ của lãnh chúa này trong hai thập kỷ tiếp theo cho đến khi qua đời.
Phim sau đó quay trở lại cảnh đám tang của Quan Vũ. Tào Tháo buồn và rơi nước mắt vì mất đi một người bạn. Trước khi bộ phim kết thúc, Tào Tháo đưa ra nhận xét rằng không phải ông, mà những người khác như Tôn Quyền, Lưu Bị và Gia Cát Lượng chính là những người chịu trách nhiệm cho cái chết của Quan Vũ. Trong phần cảnh hậu danh đề cho thấy hình ảnh Quan Vũ đang cầm Thanh Long yển nguyệt đao và vuốt bộ râu dài.

## Diễn viên
- Chân Tử Đan vai Quan Vũ (關羽)
- Khương Văn vai Tào Tháo (曹操)
- Phương Trung Tín vai Lưu Bị (劉備)
- Tiền Tiểu Hào vai Nhan Lương (顏良)
- Tôn Lệ vai Khởi Lan (綺蘭), vợ lẽ Lưu Bị nhưng có tình cảm với Quan Vũ
- An Chí Kiệt vai Khổng Tú (孔秀), tướng trấn cửa Đông Linh
- Thiệu Binh vai Trương Liêu (張遼)
- Lý Tông Hàn vai Tần Kỳ (秦琪)
- Vương Bách Kiệt vai Hán Hiến Đế (漢獻帝)
- Trần Hồng vai Cam phu nhân (甘夫人)
- Triệu Kha vai My phu nhân (糜夫人)
- Nhiếp Viễn vai Hàn Phúc (韓福)
- Hắc Tử vai Mạnh Thản (孟坦), thuộc tướng của Hàn Phúc
- Dư Ngai Lỗi vai Biện Hỉ (卞喜)
- Tang Bình vai Hứa Chử (許褚)
- Chu Ba vai Phổ Tĩnh (普淨)
- Đổng Dũng vai Tuân Du (荀攸)
- Vương Học Binh vai Vương Thực (王植)